# USS Cabezon (SS-334)
USS Cabezon (SS-334) là một  tàu ngầm lớp Balao từng phục vụ cùng Hải quân Hoa Kỳ trong Chiến tranh Thế giới thứ hai. Nó là chiếc tàu chiến duy nhất của Hải quân Hoa Kỳ được đặt cái tên này, theo tên loài cá bống cabezon. Nó đã hoạt động trong Thế Chiến II, thực hiện được một chuyến tuần tra duy nhất và đánh chìm một tàu buôn Nhật Bản tải trọng 2.631 tấn. Sau khi xung đột chấm dứt, nó tiếp tục phục vụ trong giai đoạn Chiến tranh Lạnh cho đến năm 1953. Con tàu cuối cùng bị bán để tháo dỡ vào năm 1971. Cabezon được tặng thưởng một Ngôi sao Chiến trận do thành tích phục vụ trong Thế Chiến II.

## Thiết kế và chế tạo
Thiết kế của lớp Balao được cải tiến dựa trên  tàu ngầm lớp Gato dẫn trước, là một kiểu tàu ngầm hạm đội có tốc độ trên mặt nước cao, tầm hoạt động xa và vũ khí mạnh để tháp tùng hạm đội chiến trận. Khác biệt chính so với lớp Gato là ở cấu trúc lườn chịu áp lực bên trong dày hơn, và sử dụng thép có độ đàn hồi cao (HTS: High-Tensile Steel), cho phép lặn sâu hơn đến 400 ft (120 m). Con tàu dài 311 ft 9 in (95,02 m) và có trọng lượng choán nước 1.526 tấn Anh (1.550 t) khi nổi và 2.424 tấn Anh (2.463 t) khi lặn. Chúng trang bị động cơ diesel dẫn động máy phát điện để cung cấp điện năng cho bốn động cơ điện, đạt được công suất 5.400 shp (4.000 kW) khi nổi và 2.740 shp (2.040 kW) khi lặn, cho phép đạt tốc độ tối đa 20,25 hải lý trên giờ (37,50 km/h) và 8,75 hải lý trên giờ (16,21 km/h) tương ứng. Tầm xa hoạt động là 11.000 hải lý (20.000 km) khi đi trên mặt nước ở tốc độ 10 hải lý trên giờ (19 km/h) và có thể hoạt động kéo dài đến 75 ngày.
Tương tự như lớp Gato dẫn trước, lớp Balao được trang bị mười ống phóng ngư lôi 21 in (530 mm), gồm sáu ống trước mũi và bốn ống phía phía đuôi tàu, chúng mang theo tối đa 24 quả ngư lôi. Vũ khí trên boong tàu gồm một hải pháo 4 inch/50 caliber, một khẩu pháo phòng không Bofors 40 mm nòng đơn và một khẩu đội Oerlikon 20 mm nòng đôi, kèm theo hai súng máy .50 caliber. Trên tháp chỉ huy, ngoài hai kính tiềm vọng, nó còn trang bị ăn-ten radar SD phòng không và SJ dò tìm mặt biển. Tiện nghi cho thủy thủ đoàn bao gồm điều hòa không khí, thực phẩm trữ lạnh, máy lọc nước, máy giặt và giường ngủ cho hầu hết mọi người, giúp họ chịu đựng cái nóng nhiệt đới tại Thái Bình Dương cùng những chuyến tuần tra kéo dài đến hai tháng rưỡi.
Cabezon được đặt lườn tại xưởng tàu của hãng Electric Boat Company ở Groton, Connecticut vào ngày 18 tháng 11, 1943. Nó được hạ thủy vào ngày 27 tháng 8, 1944, được đỡ đầu bởi bà Adelaide Prescott Cooley, và được cho nhập biên chế cùng Hải quân Hoa Kỳ vào ngày 30 tháng 12, 1944 dưới quyền chỉ huy của Hạm trưởng, Thiếu tá Hải quân George William Lautrup, Jr.

## Lịch sử hoạt động
Sau khi hoàn tất việc chạy thử máy huấn luyện tại vùng biển ngoài khơi New England, Cabezon khởi hành từ Căn cứ Tàu ngầm Hải quân New London tại New London, Connecticut vào ngày 19 tháng 2, 1945 để đi đến Key West, Florida, nơi nó tham gia phục vụ cùng Trường Sonar Hạm đội, rồi chuẩn bị để được điều động sang khu vực Mặt trận Thái Bình Dương. Nó băng qua kênh đào Panama và đi đến Trân Châu Cảng vào ngày 15 tháng 3.
Thực hiện chuyến tuần tra duy nhất trong chiến tranh tại khu vực biển Okhotsk từ ngày 25 tháng 5 đến ngày 11 tháng 7, vào ngày 19 tháng 6, Cabezon đã phóng ngư lôi đánh chìm tàu chở hàng Zaosan Maru (2.631 tấn) ở vị trí về phía Tây Nam đảo Paramushir thuộc quần đảo Kuril, tại tọa độ 50°39′B 154°38′Đ / 50,65°B 154,633°Đ. Nó kết thúc chuyến tuần tra khi quay trở về Midway để được tái trang bị, và lên đường đi Saipan vào ngày 4 tháng 8, nơi nó phục vụ như mục tiêu cho hoạt động thực hành huấn luyện.
Cabezon đang có mặt tại vùng biển quần đảo Mariana khi Nhật Bản chấp nhận đầu hàng vào ngày 15 tháng 8, giúp chấm dứt vĩnh viễn cuộc xung đột. Nó được điều động gia nhập Lực lượng Tiền phương biển Philippine, và hoạt động từ căn cứ vịnh Subic, Philippines từ ngày 7 tháng 9 đến ngày 12 tháng 1, 1946. Con tàu quay trở về San Diego từ ngày 6 tháng 2, 1946 và hoạt động từ cảng này cho đến khi chuyển cảng nhà đến Trân Châu Cảng vào ngày 20 tháng 11, 1946.
Tại vùng biển quần đảo Hawaii và tại vùng bờ Tây, Cabezon tham gia các hoạt động tại chỗ cũng như thực hiện các chuyến đi huấn luyện dành cho nhân sự thuộc Hải quân Dự bị Hoa Kỳ. Nó có một chuyến đi sang vùng biển Chukotka vào năm 1947 trong khuôn khổ Chiến dịch Blue Nose, và hai lượt hoạt động tại Viễn Đông từ ngày 18 tháng 3 đến ngày 29 tháng 7, 1950 và từ ngày 21 tháng 4 đến ngày 16 tháng 10, 1952. Trong chuyến thứ hai này, nó đã hoạt động trinh sát eo biển La Pérouse giữa Hokkaidō, Nhật Bản và đảo Sakhalin, Liên Xô.
Đi đến Xưởng hải quân Mare Island tại Vallejo, California vào ngày 21 tháng 4, 1953, Cabezon được chuẩn bị để ngừng hoạt động. Nó được cho xuất biên chế tại đây vào ngày 24 tháng 10, 1953, và được đưa về Hạm đội Dự bị Thái Bình Dương. Tên nó được cho rút khỏi danh sách Đăng bạ Hải quân vào ngày 15 tháng 5, 1970, và con tàu bị bán để tháo dỡ vào ngày 28 tháng 12, 1971.

## Phần thưởng
Cabezon được tặng thưởng một Ngôi sao Chiến trận do thành tích phục vụ trong Thế Chiến II. Nó được ghi công đã đánh chìm một tàu buôn Nhật Bản tải trọng 2.631 tấn.
|  |             |  |
|  | Bronze star |  |

| Dãi băng Hoạt động Tác chiến  |                                                                         |                                      |
| Huân chương Chiến dịch Hoa Kỳ | Huân chương Chiến dịch Châu Á-Thái Bình Dương với 1 Ngôi sao Chiến trận | Huân chương Chiến thắng Thế Chiến II |